# Serpenticobitis
Serpenticobitis is een geslacht van straalvinnige vissen uit de familie van de modderkruipers (Cobitidae).

## Soorten
- Serpenticobitis cingulata Roberts, 1997
- Serpenticobitis octozona Roberts, 1997
- Serpenticobitis zonata Kottelat, 1998